# Andrey Andreyevich Voznesensky
Andrey Andreyevich Voznesensky (tiếng Nga: Андре́й Андре́евич Вознесе́нский, ngày 12 tháng 5 năm 1933 - ngày 1 tháng 6 năm 2010) là nhà văn, nhà thơ Nga.

## Tiểu sử
Andrey Voznesensky sinh ở Moskva trong gia đình một kĩ sư thủy điện. Năm lên 14 tuổi viết những bài thơ gửi nhà thơ Boris Leonidovich Pasternak (giải Nobel Văn học năm 1958), và nhận được bức thư trả lời: "Sự tham gia của bạn vào văn học rất mạnh mẽ và hào hứng, tôi rất vui mừng được sống đến ngày này". Chính Pasternak đã có sự ảnh hưởng rất lớn đến sự nghiệp văn học của Andrey Voznesensky. Năm 1957 ông tốt nghiệp Đại học Kiến trúc Moskva, nhận bằng tốt nghiệp là kiến trúc sư nhưng sự nghiệp chính của ông là văn học.
Từ năm 1958 thơ ông liên tục xuất hiện trên các báo và tạp chí được hàng triệu độc giả yêu mến. Cũng chính thời gian này Andrey Voznesensky, cùng với Yevgeny Aleksandrovich Yevtushenko, Bella Akhatovna Akhmadulina bị coi là những nhà thơ có vấn đề. Tổng thống Mỹ John F. Kennedy đã trực tiếp gọi điện cho Tổng bí thư Đảng Cộng sản Liên Xô Nikita Sergeyevich Khrushchyov đề nghị cho phép Andrey Voznesensky được sang Mỹ đọc thơ. Năm 1961, ông sang Mỹ, trở thành nhà thơ Nga nổi tiếng nhất ở Mỹ, kết bạn với nhà thơ Allen Ginsberg, nhà viết kịch Athur Miller và nữ diễn viên điện ảnh huyền thoại Marilyn Monroe.
Trường ca Antimiry của ông trở thành một vở kịch nổi tiếng thế giới của nhà hát Taganka năm 1965. Rất nhiều bài thơ của ông được phổ nhạc và trở thành những bài hát nổi tiếng. Riêng đối với bạn đọc Việt Nam, có lẽ ai cũng biết bài hát Triệu bông hồng (Миллион алых роз) phổ thơ của Andrey Voznesensky, đã được dịch sang tiếng Việt từ lâu và trở thành bài hát được nhiều người yêu thích. Andrey Voznesensky là bạn của Martin Heidegger, Jean-Paul Sartre... Năm 1978 ông được tặng Giải thưởng Nhà nước Liên Xô. Ông là thành viên danh dự của hàng chục viện hàn lâm trên thế giới, trong số đó có Viện Hàn lâm Giáo dục Nga, Viện Hàn lâm Văn học Nghệ thuật Mỹ, Viện Hàn lâm Nghệ thuật Bavaria, Đức, Viện Hàn lâm Goncourt và nhiều viện hàn lâm khác. Ông được tặng nhiều giải thưởng của Liên Xô, Nga và các nước. Andrey Voznesensky mất ngày 1 tháng 6 năm 2010 ở Moskva.

## Tác phẩm
Các tuyển tập:
- «Мозаика» (1960)
- «Парабола» (1960)
- «Треугольная груша» (1962)
- «Антимиры» (1964)
- «Ахиллесово сердце» (1966)
- «Тень звука» (1970)
- «Ров. Стихи и проза» (1987)
- «Взгляд» (1972)
- «Дубовый лист виолончельный» (1975)
- «Витражных дел мастер»(1976; Giải thưởng Nhà nước Liên Xô, 1978)
- «Соблазн» (1978)
- «Избранная лирика» (1979)
- «Безотчётное» (1981)
- «Прорабы духа» (1984)
- «Ров» (1986)
- «Аксиома самоиска» (1990)
- «Видеомы» (1992)
- «Casino „Россия"» (1997)
- «На виртуальном ветру» (1998)
- «Страдивари сострадания» (1999)
- «Девочка с персингом»
- «Жуткий кризис „Суперстар"»
- «Гадание по книге»

Trường ca:
- «Мастера» (1959)
- «Лонжюмо» (1963)
- «Оза» (1964)
- «Авось» (1972)
- «Ров» (1986)

Văn xuôi:
- Мемуарная проза, публицистика
- книга «Прорабы духа» (1984)

## Một số bài thơ
| Миллион алых роз Жил был художник один, Домик имел и холсты, Но он актрису любил, Ту, что любила цветы. Он тогда продал свой дом, Продал картины и кров, И на все деньги купил Целое море цветов. Миллион, миллион, миллион алых роз Из окна, из окна, из окна видишь ты, Кто влюблен, кто влюблен, кто влюблен, и всерьез, Свою жизнь для тебя превратит в цветы. Утром ты встанешь у окна, Может, сошла ты с ума? Как продолжение сна, Площадь цветами полна. Похолодеет душа, Что за богач здесь чудит? А под окном, чуть дыша, Бедный художник стоит. Миллион, миллион, миллион алых роз Из окна, из окна, из окна видишь ты, Кто влюблен, кто влюблен, кто влюблен, и всерьез, Свою жизнь для тебя превратит в цветы. Встреча была коротка, В ночь ее поезд увез, Но в её жизни была Песня безумная роз. Прожил художник один, Много он бед перенес, Но в его жизни была Целая площадь цветов! Миллион, миллион, миллион алых роз Из окна, из окна, из окна видишь ты, Кто влюблен, кто влюблен, кто влюблен, и всерьез, Свою жизнь для тебя превратит в цветы. Я вернусь, когда в город уйдешь Я вернусь, когда в город уйдешь, и уткнусь в твой плащ на ватине. И пойму, что шел с вечера дождь. и что из дому ты выходила. Выбегала с крыльца до ворот, возвращалась понуро к крылечку... Хорошо, когда любит и ждет, но от этого только не легче. Не возвращайтесь к былым возлюбленным Не возвращайтесь к былым возлюбленным, былых возлюбленных на свете нет. Есть дубликаты — как домик убранный, где они жили немного лет. Вас лаем встретит собачка белая, и расположенные на холме две рощи — правая, а позже левая — повторят лай про себя, во мгле. Два эха в рощах живут раздельные, как будто в стереоколонках двух, все, что ты сделала и что я сделаю, они разносят по свету вслух. А в доме эхо уронит чашку, ложное эхо предложит чай, ложное эхо оставит на ночь, когда ей надо бы закричать: «Не возвращайся ко мне, возлюбленный, былых возлюбленных на свете нет, две изумительные изюминки, хоть и расправятся тебе в ответ...» А завтра вечером, на поезд следуя, вы в речку выбросите ключи, и роща правая, и роща левая вам вашим голосом прокричит: «Не покидайте своих возлюбленных. Былых возлюбленных на свете нет...» Но вы не выслушаете совет. | Triệu bông hồng Ngày xưa có một chàng họa sĩ Có rất nhiều tranh và có ngôi nhà Nhưng chàng đã đem lòng yêu quý Một nàng nghệ sĩ rất yêu hoa. Thế rồi một hôm chàng đem bán Những bức tranh và bán ngôi nhà Có bao nhiêu tiền chàng dành dụm Rồi đem mua cả một biển hoa. Triệu bông hồng, triệu bông hồng đỏ thắm Em hãy từ cửa sổ đứng nhìn xem Ai đang yêu nghiêm túc và say đắm Biến đời mình thành hoa đẹp cho em. Và bên cửa sổ lúc sáng sớm Liệu em có sung sướng phát cuồng? Tựa như mình đang trong giấc mộng Nhìn thấy hoa tràn ngập quảng trường. Một chút lạnh trong lòng, em chợt nghĩ Đại gia nào sao hoang phí thế này? Thì dưới khung cửa sổ, dường nghẹt thở Tội nghiệp cho chàng họa sĩ đứng đây. Triệu bông hồng, triệu bông hồng đỏ thắm Em hãy từ cửa sổ đứng nhìn xem Ai đang yêu nghiêm túc và say đắm Biến đời mình thành hoa đẹp cho em. Họ gặp nhau chỉ phút chốc vậy đó Rồi nàng theo tàu về chốn xa xăm Nhưng dù sao, trong đời nàng đã có Khúc hát tình si của những bông hồng. Còn chàng vẫn sống cuộc đời gian khó Nhà không còn và chàng vẫn cô đơn Nhưng dù sao, trong đời chàng đã có Những bông hoa đầy cả quảng trường! Triệu bông hồng, triệu bông hồng đỏ thắm Em hãy từ cửa sổ đứng nhìn xem Ai đang yêu nghiêm túc và say đắm Biến đời mình thành hoa đẹp cho em. Anh trở về khi em đi ra phố Khẽ chạm vào chiếc áo khoác của em Anh hiểu rằng từ chiều qua mưa nhỏ Từ chiều qua em đã bước ra đường. Em chạy ra từ bậc thềm đến cổng Rồi u sầu quay trở lại mái hiên... Thật tuyệt vời khi yêu và trông ngóng Nhưng tình yêu không một chút nhẹ nhàng. Đừng trở lại với người yêu ngày cũ Người yêu xưa không hề có trên đời. Chỉ bản sao – như ngôi nhà mất rồi Nơi hai người sống mấy năm ở đó. Con chó trắng đón bạn bằng tiếng sủa Nằm trên đồi là hai cánh rừng con Bên phải, bên trái – hai khu rừng nhỏ Lặp lại trong sương tiếng sủa của mình. Hai tiếng vọng riêng lẻ ở trong rừng Dường như trong hai loa âm thanh nổi Những gì hai người đã làm ngày ấy Chúng mang âm thanh đi khắp thế gian. Tiếng vọng trong nhà làm rơi cốc chén Tiếng vọng dối gian mời uống nước trà Tiếng vọng dối gian bỏ lại đêm qua Khi mà đêm, đáng lẽ, cần lên tiếng: "Đừng quay trở lại hỡi người yêu mến Người yêu xưa không hề có trên đời Hai nét duyên thầm kỳ diệu, tuyệt vời Dù uốn thẳng câu trả lời cho bạn..." Và chiều mai, khi bạn bước ra tàu Những chìa khóa bạn đem vứt xuống suối Cả rừng bên phải, cả rừng bên trái Bằng giọng của mình cho bạn sẽ kêu: "Đừng từ giã những người yêu của mình Người yêu xưa trên đời không hề có..." Nhưng mà bạn đâu có nghe lời khuyên. Bản dịch của Nguyễn Viết Thắng |